# Efecto Columbine
El efecto Columbine es el legado y el impacto de la masacre de la escuela secundaria de Columbine ("Columbine"), que ocurrió el 20 de abril de 1999 en la escuela secundaria de Columbine en Columbine, Colorado. El tiroteo ha tenido un efecto en la seguridad escolar, las tácticas policiales, los métodos de prevención (incluido el control de armas y los detectores de metales), e inspiró numerosos delitos de imitación, con muchos asesinos inspirándose en Eric Harris y Dylan Klebold al describir a los dos perpetradores como mártires o héroes.
Columbine también ha tenido un impacto significativo en la cultura popular, ya que Harris y Klebold aparecen y se mencionan a menudo en varios medios de comunicación. Los artículos de los medios suelen hacer referencia a Harris, Klebold y la masacre cada vez que ocurre otro tiroteo en una escuela.
El impacto de Columbine se siente no solo en términos de seguridad escolar y cultura popular, sino que también genera inquietudes sobre las violaciones de los derechos de los estudiantes y el uso excesivo de la fuerza en los métodos de aplicación de la ley. El evento exige una reevaluación de las tácticas de defensa e intervención de los profesionales de la salud mental para evitar situaciones en las que una persona se vuelva peligrosa para sí misma o para los demás. Todos estos resultados diferentes muestran cómo el efecto Columbine influye enormemente en la sociedad.[cita requerida]

## Antecedentes
El 20 de abril de 1999, Eric Harris y Dylan Klebold, estudiantes de último año de la escuela secundaria de Columbine, asesinaron a 12 estudiantes y un profesor e hirieron a otros 24. Unos 50 minutos después de que comenzara el tiroteo, Harris y Klebold se quitaron la vida en la biblioteca, donde murieron la mayoría de sus víctimas. En ese momento, fue el tiroteo más mortal en una escuela secundaria en la historia de Estados Unidos. El tiroteo fue la noticia más cubierta de 1999, y la tercera más seguida por el público estadounidense de toda la década, superando el muerte de John F. Kennedy Jr. en un accidente aéreo y la Guerra de Kosovo.

## Efectos en las escuelas
Tras el tiroteo de Columbine, las escuelas de todo Estados Unidos implementaron nuevas medidas de seguridad, como mochilas transparentes, detectores de metales, uniformes escolares y guardias de seguridad. Algunas escuelas implementaron la numeración de las puertas de las escuelas para mejorar la respuesta de seguridad pública. Varias escuelas de todo el país recurrieron a exigir a los estudiantes que llevaran identificaciones generadas por computadora.
Las escuelas también adoptaron una política de tolerancia cero con respecto a la posesión de armas y el comportamiento amenazante por parte de los estudiantes. Varios expertos en ciencias sociales sienten que el enfoque de tolerancia cero adoptado en las escuelas ha sido Sin embargo, se aplicó con demasiada dureza, con consecuencias no deseadas creando otros problemas.

## Tácticas policiales
Los departamentos de policía han reevaluado sus tácticas y desde entonces se han entrenado para situaciones similares a Columbine después de las críticas por la lenta respuesta y el progreso de los equipos SWAT durante el tiroteo. Los equipos de respuesta a emergencias se enfrentan a numerosos desafíos cuando entran en situaciones como esta. En un incidente similar, un departamento de policía tuvo que lidiar con más de 1500 llamadas engañosas al centro de despacho durante las primeras dos horas del incidente, lo que subraya las dificultades que enfrentan los funcionarios encargados de hacer cumplir la ley para gestionar las distracciones por desinformación durante los incidentes con tiradores activos.
Se ha incrementado la capacitación y ahora incluye reglas de despliegue rápido mientras las escuelas están repensando las políticas de emergencia. El Departamento de Policía de Pacifica CA ha creado un manual táctico que brinda planificación y equipa a las autoridades con una dirección estratégica para coordinar respuestas entre agencias cuando se enfrentan a la violencia armada.
La policía siguió una táctica tradicional en Columbine: rodear el edificio, establecer un perímetro y contener los daños. Ese enfoque ha sido reemplazado por una táctica conocida como la táctica de Despliegue Rápido de Acción Inmediata. Esta táctica requiere que un equipo avance hacia el lugar del tiroteo, pero incluso con un solo oficial si no hay más disponibles. De hecho, la mayoría de los tiradores activos son detenidos por un solo oficial. Los agentes de policía que utilizan esta táctica están entrenados para moverse hacia el sonido de los disparos en formación y neutralizar al tirador lo más rápido posible. Los departamentos de policía de todo Estados Unidos han adoptado ampliamente chalecos antibalas de alta resistencia y rifles de patrulla en respuesta a la creciente amenaza de tiradores activos. Su objetivo es detener al tirador a toda costa; deben pasar de largo junto a las víctimas heridas, ya que el objetivo es evitar que el tirador mate o hiera a más personas. Dave Cullen ha declarado: "El protocolo activo ha demostrado ser exitoso en numerosos tiroteos... Solo en el Virginia Tech, probablemente salvó docenas de vidas". 
La Fiscalía General de Rusia ha tratado activamente de impedir la incitación a cometer este tipo de ataques similares. El 2 de febrero de 2022, con efecto inmediato, el Tribunal Supremo declaró al movimiento de imitación "Columbine" como un grupo terrorista. Aunque se desconoce el motivo de la sentencia, la actividad terrorista en Rusia se castiga con una pena de cadena perpetua.